# 2022年ウクライナ北東部とロシアの国境での衝突
2022年ウクライナ北東部とロシアの国境での衝突は、2022年のロシアのウクライナ侵攻においてスームィ州ショストカ地区などのロシアとウクライナの国境の一部地域で起きている一連の衝突である。この戦いは、2022年4月6日にウクライナ兵が迫撃砲と多連装ロケット砲でロシアのクルスク地区に越境攻撃を行った時から始まった。ウクライナの当局者は越境攻撃は毎日行われていると述べた。2022年9月からの東部反攻によりハルキウ州の大半が解放された後、ベルゴロドとハルキウ間の国境地域も戦線となった。

## 背景
4月4日までに、ロシア軍はキーウ攻勢の広範な失敗の一環としてスームィ州から撤退したが、国境を越えた砲撃は依然として続いた。

## 事件
クルスク州知事は、4月6日にスジャンスキー地区の国境検問所が伝えられるところではウクライナ軍によって爆撃されたと発表した。4月9日には、クルスク州イェリザヴェトフカの別の国境検問所が砲撃を受けたと発表された。
ウクライナ当局によると、ロシア軍はロシアとウクライナの国境を砲撃し、2つの村に深刻な損害を与えた。ロシアの集落のゴロディシチェから30発以上の迫撃砲が発射された。
5月8日、ロシア軍はショストカ地区をロケット砲で砲撃し始め、ユダヤ人墓地も破壊した。
5月12日、砲撃により民間人1人が死亡した。
5月13日、ロシアは無誘導のミサイルを用いてショストカ地区の国境の村を攻撃した。
砲撃が続く中、ロシア軍はウクライナ国境警備隊のいくつかの部隊を破り、5月16日にショストカ地区へと入った。戦闘は5月17日まで続き、最終的にロシア軍は追い出された。
5月21日、ロシア軍はロシア領から国境の集落のクチェリフカに向けて6回砲撃した。
5月24日、ロシアの軍用機がショストカの二つの村を攻撃した。
5月28日、ロシアの軍用機がウクライナの国境を標的にし、ロシアのトロエボルトノエ村から迫撃砲で国境に砲撃し始めた。
5月30日、ロシア軍は戦争序盤のブチャの戦いでブチャの民間人の殺害に使われたフレシェット弾をショストカ地区の国境の村に使用した。一晩中この村を砲撃した。キーウ・インデペンデントによると、ロシア軍はロシアのジョルノヴォ村から国境に20回以上砲撃したという。
6月4日、ロシア軍の航空機はロシアのミコライフカ村から6発のミサイルを発射し、スームィ州ショストカ地区の地域郊外で爆発した。その三時間後、同州のヴェリカ・ピサリフカ地区で爆発が起きた。砲撃はチェルニーヒウ州のノブホロド・シベルスキーでも報告された。
6月8日、ロシア軍はロシアのトロエボルトノエ検問所から発砲し、ウクライナ国家国境庁の建物を破壊した。
6月10日、ロシア軍は迫撃砲と砲兵システムを使ってスームィ州とチェルニーヒウ州の国境地域に7回攻撃を行った。
6月19日、ロシア軍はスームィ州のセレディナ・ブダ市に迫撃砲による攻撃を行い、その結果大規模な火災が発生し、複数の家屋が被害を受けた。
6月25日、ロシア軍はベラルーシからチェルニーヒウ州デスナの町に向けて約20発のミサイルを発射した。
6月26日、ロシア軍は、スームィ州のユナキフカ、ビロピリア、クラスノピリア、シャリヒネを攻撃し、1人が死亡、1人が負傷した。この攻撃で約150発以上の発射物と砲弾が発射され、ドミトロ・ジビツキー知事によると4つの地域で最も被害を受けたクラスノピリアでは約100発の発射物に襲われた。
6月27日、ジビツキー知事は、ロシア軍がクラスノピリアとビロピリアのフロマーダを攻撃し、1人が負傷したと述べた。
6月30日、クラスノピリアに70発のロケット弾、ヴェリカ・ピサリフカ郊外には10発のミサイル（ヴェリカ・ピサリフカは迫撃砲による攻撃も受けた）、ホチンには約20発の120mm迫撃砲弾が発射され、セメニフカも迫撃砲と自走砲による攻撃を受けたと報告されている。
7月2日、ロシア軍は迫撃砲でスームィ州ショストカ地区のシャリヒネを攻撃した後、エスマンを攻撃し、夜には再びシャリヒネに向けて14発の迫撃砲が発射された。
7月4日、ロシアのヘリがロシア領からエスマンに向けて2発のミサイルを発射し、学校の建物が被害を受けた。
7月5日、ロシア軍はショストカ市にミサイル攻撃を行い、その結果、民間企業が破壊され、爆風で少なくとも約24棟の高層住宅が被害を受けた 。ロシア軍はチェルニーヒウ州ブレシニア村近くの地域も砲撃した。
7月12日、ロシア軍はシャリヒネ、ビロピリア、ズノブ・ノヴホロドスケ、クラスノピリアを砲撃し、クラスノピリアは多連装ロケット砲による攻撃を二度受けた。
7月13日、スームィ州の4つの村が砲撃された。
7月16日、ロシア軍はエスマンの農場と学校を破壊した。
7月17日、ロシア軍はスームィ州のヴェリカ・ピサリフカ、クラスノピリア、ホチン、ビロピリア、シャリヒネ、ノヴァ・スロボダ、エスマン、セレディナ・ブダとチェルニーヒウ州のスノフスクを砲撃した。
7月18日、ロシア軍はフルーヒウ、シャリヒネ、ホチンを砲撃した。ムィコライウカは多連装ロケット砲の攻撃を受けた。
7月24日、ロシア軍はスームィ州に12回砲撃し、特にシャリヒネ、ミコライフカ、ビロピリア、ホチン、ユナキフカ、クラスノピリアの集落が攻撃を受け、伝えられるところでは1人が死亡した。また、2機の軍用機がムィコラーイウの集落をロケット弾で攻撃した。その日遅く、ウクライナ当局はスームィ州とチェルニーヒウ州が毎日攻撃されていることを認めた。
7月26日、ロシア軍はスームィ州のエスマン、クラスノピル、セレディノ・ブダスクに迫撃砲を発射した。また、ロシア軍はBM-21による攻撃も行い、同州では55回の爆発が報告され、女性1人が負傷した。チェルニーヒウ州でも20回超の爆発が報告された。
7月28日、ロシア軍はスームィ州を44回砲撃した。同日にベラルーシ領内のロシア軍部隊はチェルニーヒウ州のホンチャリフスカにミサイルを発射した。
7月29日、ロシア軍部隊はチェルニーヒウ州セメニフカ市に激しい砲撃を加え、同市の行政ビルが大きな被害を受けた。